# Sabrina Gonzalez Pasterski
Sabrina Gonzalez Pasterski, född 3 juni 1993, är en amerikansk fysiker från Chicago, Illinois som studerar partikelfysik. Hon beskriver sig själv som "en stolt första generationens Kuba-amerikan och alumn från Chicago Public Schools." 

## Biografi
Gonzalez Pasterski föddes i Chicago 3 juni 1993, med föräldrarna Mark Pasterski och  Maria E Gonzalez.  Hennes far, advokat och elektroingenjör, uppmuntrade henne att följa sina drömmar. Hon började på Edison Regional Gifted Center  1998, och gick ut från Illinois Mathematics and Science Academy 2010. Hon har en examen på Massachusetts Institute of Technology (MIT) och disputerade 2019 vid Harvard University. Hon har därefter fått en ledande position inom forskningsområdet "Celestial Holography". Pasterskis vetenskapliga publicering har (2024) enligt Google Scholar ett h-index på 22 och omkring 3 400 citeringar.
Gonzalez Pasterski har flygning som intresse. Hon tog sin första flyglektion 2003, samflög FAA1 på EAA AirVenture Oshkosh 2005 och började bygga en flygplanssats 2006. Hennes första amerikanska ensamflygning med den var 2009 efter att ha godkänts av hennes CFI Jay Maynard.

## Utmärkelser
- 2010, Illinois Aviation Trades Association Industry Achievement Award
- 2012, Scientific American 30 under 30[9]
- 2012, Lindau Nobel Laureate Meetings Young Researcher
- 2013, MIT Physics Department Orloff Scholarship Award[10]
- 2015, Forbes 30 under 30[11]
- 2015, Hertz Foundation Fellowship[12]
- 2017, Forbes 30 under 30 All Star[13]
- 2017, Marie Claire Genius Award[14]
- 2017, Silicon Valley Comic Con Headliner[15]